# Viegasia leucospermi
Viegasia leucospermi är en svampart som beskrevs av Marinc., M.J. Wingf. & Crous 2008. Viegasia leucospermi ingår i släktet Viegasia och familjen Asterinaceae.   Inga underarter finns listade i Catalogue of Life.